# Afrika-Meisterschaften im Bahnradsport 2017
Die 3. Afrika-Meisterschaften im Bahnradsport 2017 (African Continental Track Cycling Championships) wurden vom 20. bis 24. März 2017 in Durban, Südafrika, ausgetragen.

## Die Meisterschaften
Die kontinentalen Bahnmeisterschaften wurden auf dem Cyril Geoghegan Velodrome in Durban bestritten. Die Rennbahn ist offen, die Betonpiste hat eine Länge von 333 Metern und 42 Grad Neigung in den Kurven. Sportlerinnen und Sportler aus 20 Ländern gingen an den Start; bei den ersten Bahnmeisterschaften 2015 waren es noch lediglich fünf Nationen gewesen.
Im Vorfeld hatte der internationale Radsportverband Union Cycliste Internationale dem World Cycling Centre Africa 20 Bahnräder gesandt, damit dort ein dreiwöchiges Trainingscamp für 26 Sportler durchgeführt werden konnte.
Am ersten Wettkampftag der Meisterschaften erlitt der ägyptische Fahrer Eslam Nasser Zaki während des Omniums auf der Bahn einen Herzstillstand. Trotz sofort eingeleiteter Wiederbelebungsmaßnahmen konnte nur noch sein Tod festgestellt werden. Die Wettbewerbe an diesem Tag wurden abgebrochen, aber tags darauf weitergeführt. Fahrer und Offizielle trugen Trauerbinden. Es wurde bekannt, dass Zaki zuvor über Schmerzen in der Herzgegend geklagt hatte, nach umfangreichen Untersuchungen jedoch die Ursache nicht erkannt worden war.
Erfolgreichster Sportler der kontinentalen Meisterschaften war der Südafrikaner Jean Spies mit fünf Titeln, gefolgt von Ägypterin Ebtisam Zayed mit insgesamt fünf Medaillen, einer Bronzemedaille auf der Straße sowie drei Gold- und einer Silbermedaille auf der Bahn. Auf der Bahn dominierten die Südafrikaner Jean Spies mit vier Titeln und einem dritten Platz sowie Steven van Heerden mit viermal Gold, gefolgt von seinen Landsleuten Bernette Beyers mit dreimal Gold und einmal Silber sowie Nolan Hoffman, der zweimal Gold gewann.
Einige Disziplinen standen erstmals auf dem Programm, so dass jetzt – anders als in den beiden Vorjahren – nahezu alle WM-Disziplinen auch bei afrikanischen Meisterschaften ausgetragen wurden. Bei den Juniorinnen gingen mitunter nur zwei Fahrerinnen an den Start. Auf der Webseite des südafrikanischen Radsportverbandes Cycling Southafrica war als Resümee zu lesen: „With many neighbouring nations on the podium, and even more knocking on the door, the level of track cycling in Africa is definitely on the rise.“ („Das Niveau des Bahnradsports in Afrika steigt auf jeden Fall, da viele Nachbarstaaten auf dem Podium standen und weitere an die Tür klopfen.“)

## Resultate

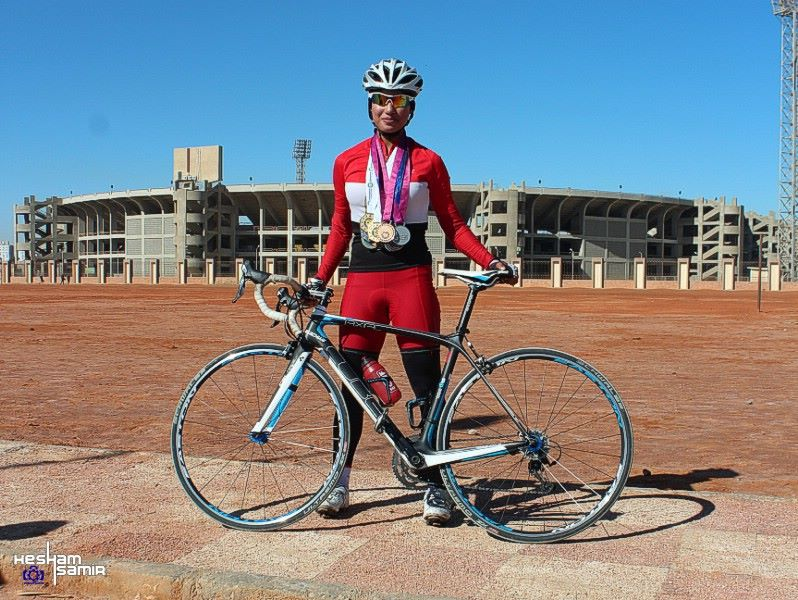
Mit drei Goldmedaillen erfolgreich: Ebtisam Zayed aus Ägypten

### Männer
| Disziplin             | Platz | Land       | Athlet                                                        |
| --------------------- | ----- | ---------- | ------------------------------------------------------------- |
| Sprint                | 1     | Südafrika  | Jean Spies                                                    |
|                       | 2     | Südafrika  | Wayde Theunissen                                              |
|                       | 3     | Südafrika  | Jared Poulton                                                 |
| Teamsprint            | 1     | Südafrika  | Evan Carstens Bernard Esterhuizen Clint Hendricks             |
|                       | 2     | Südafrika  | Graeme Ockhuis Wayde Theunissen Rocco King                    |
|                       | 3     | Seychellen | Christopher Gerry Xerxes Larue Mario Ernesta                  |
| Keirin                | 1     | Südafrika  | Jean Spies                                                    |
|                       | 2     | Südafrika  | Wade Theunissen                                               |
|                       | 3     | Südafrika  | Rocco King                                                    |
| Zeitfahren (1 km)     | 1     | Südafrika  | Jean Spies                                                    |
|                       | 2     | Südafrika  | Jared Poulton                                                 |
|                       | 3     | Marokko    | Othmane El Afi                                                |
| Einerverfolgung       | 1     | Südafrika  | Steven van Heerden                                            |
|                       | 2     | Südafrika  | Jared Poulton                                                 |
|                       | 3     | Marokko    | Othmane El Afi                                                |
| Mannschaftsverfolgung | 1     | Südafrika  | Nolan Hoffman Steven van Heerden Jean Spies Josh van Wyk      |
|                       | 2     | Südafrika  | Jared Poulton Giuliano Giordani Evan Carstens Clint Hendricks |
|                       | 3     | Südafrika  | Peter Lee Jefferies Kyle Walker Sbonga Shange Andrew Edwards  |
| Scratch               | 1     | Südafrika  | Jean Spies                                                    |
|                       | 2     | Südafrika  | Nolan Hoffman                                                 |
|                       | 3     | Südafrika  | Evan Carstens                                                 |
| Punktefahren          | 1     | Südafrika  | Steven van Heerden                                            |
|                       | 2     | Südafrika  | Evan Carstens                                                 |
|                       | 3     | Südafrika  | Jared Poulton                                                 |
| Omnium                | 1     | Südafrika  | Nolan Hoffman                                                 |
|                       | 2     | Südafrika  | Evan Carstens                                                 |
|                       | 3     | Südafrika  | Clint Hendricks                                               |
| Madison               | 1     | Südafrika  | Nolan Hoffman/ Steven van Haarden                             |
|                       | 2     | Südafrika  | Bernard Esterhuizen/ Evan Carstens                            |
|                       | 3     | Südafrika  | Jean Spies/ Jared Poulton                                     |

### Frauen
| Disziplin             | Platz | Land              | Athlet                                                             |
| --------------------- | ----- | ----------------- | ------------------------------------------------------------------ |
| Sprint                | 1     | Südafrika         | Bernette Beyers                                                    |
|                       | 2     | Südafrika         | Jennifer Abbot                                                     |
|                       | 3     | Nigeria           | Rita Aggo                                                          |
| Keirin                | 1     | Ägypten           | Ebtisam Zayed                                                      |
|                       | 2     | Südafrika         | Bernette Beyers                                                    |
|                       | 3     | Südafrika         | Jennifer Abbot                                                     |
| Teamsprint            | 1     | Südafrika         | Bernette Beyers Jennifer Abbot                                     |
|                       | 2     | Ägypten           | Ebtisam Zayed Donia Rashwan                                        |
| Zeitfahren (500 m)    | 1     | Südafrika         | Bernette Beyers                                                    |
|                       | 2     | Südafrika         | Jennifer Abbot                                                     |
|                       | 3     | Südafrika         | Magdalene Nicholson                                                |
| Einerverfolgung       | 1     | Ägypten           | Ebtisam Zayed                                                      |
|                       | 2     | Südafrika         | Charlene Roux                                                      |
|                       | 3     | Südafrika         | Danielle van Niekerk                                               |
| Mannschaftsverfolgung | 1     | Südafrika         | Charlene Roux Danielle Norman Victoria Myburgh Magdalena Nicholsen |
|                       | 2     | Südafrika         | Claudia Gnudi Danielle van Niekerk Jennifer Abbot Julie Lee        |
| Scratch               | 1     | Ägypten           | Ebtisam Zayed                                                      |
|                       | 2     | Südafrika         | Charlene Roux                                                      |
|                       | 3     | Südafrika         | Claudia Gnudi                                                      |
| Punktefahren          | 1     | Südafrika         | Bernette Beyers                                                    |
|                       | 2     | Südafrika         | Charlene Roux                                                      |
|                       | 3     | Südafrika         | Victoria Myburgh                                                   |
| Omnium                | 1     | Südafrika         | Charlene Roux                                                      |
|                       | 2     | Südafrika         | Claudia Gnudi                                                      |
|                       | 3     | Südafrika         | Victoria Myburgh                                                   |
| Madison               | 1     | Südafrika         | Jennifer Abbot Danielle van Niekerk                                |
|                       | 2     | Südafrika         | Victoria Myburgh Claudia Gnudi                                     |
|                       | 3     | Algerien/ Nigeria | Aicha Tihar Rita Aggo                                              |

## Medaillenspiegel
|       | Nation     |    |    |    | Gesamt |
| ----- | ---------- | -- | -- | -- | ------ |
| 1     | Südafrika  | 17 | 19 | 13 | 49     |
| 2     | Ägypten    | 3  | 1  | -  | 4      |
| 3     | Marokko    | -  | -  | 2  | 2      |
| 3     | Nigeria    | -  | -  | 2  | 2      |
| 5     | Algerien   | -  | -  | 1  | 1      |
| 5     | Seychellen | -  | -  | 1  | 1      |
| Total | Total      | 20 | 20 | 19 | 59     |